# Henrik Saxborn
John Henrik Saxborn, född 21 juli 1964, är en svensk företagsledare som var koncernchef och vd för fastighetsbolaget Castellum Aktiebolag fram till 2021 och styrelseordförande för dotterbolagen Aspholmen Fastigheter Aktiebolag, Eklandia Fastighets Aktiebolag, Fastighets Aktiebolaget Briggen, Fastighets Aktiebolaget Brostaden, Fastighets Aktiebolaget Corallen och Harry Sjögren Aktiebolag.
Han avlade en civilingenjörsexamen vid Kungliga Tekniska högskolan (KTH).
I februari 2006 blev Saxborn utsedd som vice vd för Castellum. Den 5 december 2012 meddelade Castellum att den dåvarande vd:n Håkan Hellström skulle lämna sin vd-position vid årsstämman den 21 mars 2013 och att man hade utsett Saxborn som efterträdaren.
2021 valde den nyblivna storägaren i Castellum, Rutger Arnhult, att ersätta Saxborn med först Biljana Pehrsson och sedan med sig själv.